# Colotis evenina
Colotis evenina is een vlindersoort uit de familie van de Pieridae (witjes), onderfamilie Pierinae. De diersoort komt voor in Zimbabwe.
Colotis evenina werd in 1857 beschreven door Wallengren.